# Betlenfalva
Betlenfalva (szlovákul Betlanovce, németül Betlensdorf) község Szlovákiában, a Kassai kerület Iglói járásában.

## Fekvése
Poprádtól 12 km-re délkeletre, a Hernád partján fekszik.

## Története
„Betlema” földjét 1260-ban említik először. A falu határában állt a 13. században épített Marcell-vár. A Bethlenfalvi család ősi fészke, első okleveles említése „villa Bethleem” néven 1311-re datált. A család egyéb szepességi birtokokkal (Miklósfalva, Édesfalva, Pikfalva, Istvánfalva, Kromló stb.) is rendelkezett, a vármegye igazgatásában századokon át tevékenyen részt vett. 1430-tól Thurzó György nevezte magát Betlenfalva urának, ősei az említett Bethlenfalvi, szepesi X lándzsás családból származtak. A Thurzók Közép-Európa jelentős nyersanyag-kereskedőivé léptek elő, melyet az augsburgi Fuggerekhez kapcsolódó családi szálak is hatékonyan segítettek. A 15. században a Marcell-vár a husziták egyik fő tábora, ahonnan vezérük, Axamit Péter vezetésével intéztek támadásokat a környéken. A várat a husziták távozása után Lőcse város tanácsa romboltatta le. 1564 és 1568 között Faigel Péter – akinek felesége a Thurzó családból származott – építtetett reneszánsz kastélyt. A kastély egykor megyegyűlések színhelye is volt. 1787-ben 12 háza és 470 lakosa volt.
A 18. század végén Vályi András így ír róla: „BETLENFALVA. Betlehem, Bethelsdorf, Betlenovcze. Német Helység Szepes Vármegyében, birtokosai Faigel, és Gróf Csáky Uraságok, lakosai katolikusok, fekszik Káposzta falunak szomszédságában, mellynek filiája, nevezetes mások felett, mert most is azzal a’ szabadsággal bírnak, hogy katonákat nem tartanak, ’s a’ Királynak semmit sem fizetnek, forspontra sem hajtatnak, Opál, és Gránátok is találtatnak vidékjében. Határja ’s vagyonnyai is középszerűek.”
1828-ban 70 házában 502 lakos élt.
Fényes Elek 1851-ben kiadott geográfiai szótárában így ír a faluról: „Bethlenfalva, (Bethelsdorf), tót falu, Szepes vgyében, Káposztafalva fiókja, 488 kath., 14 evang. lak., kik sok gyolcsot készitenek. Határában gránátot találnak. Hajdan itt volt a láncsások gyülés-helye. F. u. Draveczky, Obruczky, Goldberger, Montsko, Glósz, s m. Utolsó postája Lőcse.”
A 19. század végén gőzmalom és fűrésztelep működött a településen. A trianoni diktátumig Szepes vármegye Iglói járásához tartozott.

## Népessége
| Év:            | 1994. | 2004.    | 2014.   | 2024.    |
| -------------- | ----- | -------- | ------- | -------- |
| Emberek száma: | 503   | 636      | 694     | 776      |
| Eltérés:       |       | +26,44 % | +9,11 % | +11,81 % |

| Év:            | 2023. | 2024. |
| -------------- | ----- | ----- |
| Emberek száma: | 776   | 776   |
| Eltérés:       |       | +0 %  |

1910-ben 413, többségben szlovák lakosa volt, jelentős cigány és német kisebbséggel.
2001-ben 629 lakosából 570 szlovák és 55 cigány volt.
2011-ben 678 lakosából 583 szlovák és 92 cigány.
| Lakosok száma | 721  | 744  | 776  |
|               | 2017 | 2021 | 2024 |

## Nevezetességei
- Szent Kozma és Damjánnak szentelt római katolikus temploma a 14. század elején épült gótikus stílusban.
- 16. századi kastélyának nagyon szép pártázata és stukkódíszítése van. 1564 és 1568 között épült reneszánsz stílusban, 1955 és 1960 között renoválták.
- Késő barokk kúria a 18. század második feléből.

## Híres emberek
- Itt született Balássy Ferenc (1821–1896) történész, egyháztörténész; a Magyar Tudományos Akadémia levelező tagja.